# Пісочник гірський
Пісочник гірський (Charadrius montanus) — вид сивкоподібних птахів родини сивкових (Charadriidae).

## Опис
Птах завдовжки 21 сантиметр. Його верхня поверхня світло-коричнева, нижня поверхня біла, але на ньому відсутня темна смуга на грудях, характерна для більшості пісочників. Самці і самиці схожі зовні.

## Поширення
Птах гніздиться на внутрішніх високих рівнинах Північної Америки від крайньої південно-східної Альберти та південно-західного Саскачевану до північної частини Нью-Мексико та Техаського виступу, а також в ізольованих місцях у горах Дейвіс на заході Техасу. Близько 85 відсотків популяції зимує в долинах Сан-Хоакін та Імперіал у Каліфорнії. Його зимовий ареал також простягається вздовж американо-мексиканського кордону, більш широко на мексиканській стороні. Популяція оцінюється від 5 000 до 11 000 дорослих птахів.
Віддає перевагу сухим лукам з невеликою рослинністю. На відміну від більшості сивок, він зазвичай не зустрічається поблизу водойм чи на вологому ґрунті.

## Спосіб життя
Харчується переважно комахами та іншими дрібними членистоногими. Їхні гнізда є прості виїмками в землі. Вони використовують фекалії великої рогатої худоби та лугових собачок як матеріал для гніздування, ймовірно, щоб замаскувати запах кладки та таким чином захистити гніздо від хижаків. Кладка зазвичай ділиться на два гнізда, причому самець і самиця висиджують по одному гнізду.